# República Popular da Ucrânia
A República Popular da Ucrânia (em ucraniano:  Українська Народна Республіка, transl. Ukrayins’ka Narodna Respublika), chamada também de República Nacional Ucraniana (abreviada como RNU, em cirílico УНР) para distingui-la das repúblicas populares comunistas) foi uma república, predecessora da moderna república da Ucrânia, e situada em parte do mesmo território atual, após a Revolução Russa, chefiada por Symon Petliura. Foi declarada a 10 de junho de 1917, inicialmente como parte da República Russa, mas proclamou sua independência em 25 de janeiro de 1918.
Durante a Guerra de Independência da Ucrânia a República começou a lutar contra o Movimento Branco que queria reanexar o território à Rússia. Em 1918 a sua independência foi conseguida devido ao Tratado de Brest-Litovski. Inspirados pela Revolução Russa, um grupo de bolcheviques formaram seu próprio governo, que enventualmente ficou conhecida como a República Socialista Soviética da Ucrânia, apoiado pelo Partido Bolchevique da Rússia Soviética, que logo entrou em confronte com a República Popular. Em 29 de abril 1918 o governo de inclinação socialista foi derrubado pelo Hetman Paulo Skoropadski, que apoiado pelos grandes produtores de terra formou um governo anti-socialista conhecido como o Estado Ucraniano. Seu governo foi derrubado em 14 de dezembro de 1918 e foi formado o Diretorado. Para conter o avanço da Ucrânia Soviética, a Ucrânia formou uma aliança com a Segunda República Polonesa (na época em guerra com os soviéticos) mas não foi suficiente e a República Popular da Ucrânia eventualmente foi derrubado. A República Socialista Soviética da Ucrânia tomou a maior parte de território ucraniano (com partes indo para a Polônia, Romênia e Checoslováquia), e em 1921 a Ucrânia junto as repúblicas socialistas soviéticas da Rússia, Bielorrussia e Transcaucásia começou a fazer parte da nova União Soviética.